# Нгаглойнгывеем
Нгаглойнгывеем — река на Дальнем Востоке России. Протекает по территории Чаунского района Чукотского автономного округа.
Длина реки — 185 км, площадь водосборного бассейна 1870 км².

## Гидроним
Названа по близлежащей горе Ныглёйнын, которая в переводе с чукот. означает «большая зимняя кухлянка». По форме сопка напоминала чукчам человека в громоздкой зимней одежде.

## Гидрография
Берёт истоки на юго-восточных склонах горы Ныглёйнын близ побережья Восточно-Сибирского моря и устремляется на запад со скоростью течения 0,5 м/с в окружении болот Чаунской низменности. В среднем и нижнем течении русло сильно меандрирует, в бассейне появляется множество небольших озёр вплоть до самого впадения реки в Раучуа.
Притоки: Быстрая, Встречный, Тундровый, Двойной, Светлый, Кустарниковый, Извилистый, Привольный, Озёрный.
В бассейне обнаружены месторождения россыпного золота.